# أبو عمرو بن الجد
أبو عمرو بن الجد واسمه: يحيى بن عبد الملك بن محمد الحافظ أبى بكر، فقيه وحاكم إشبيلية، وحفيد الفقيه ابن رشد الجد.

## المعاهدة
عقد ابن الجد معاهدة مع قشتالة تنص على أن تكون مدينة إشبيلية تابعة لمملكة قشتالة، وأن يحضر اجتماعات الكورتس أي البلاط لأنه أصبح تابعا للمملكة القشتالية، وأن يؤدي الجزية لملك قشتالة، وأن يقدم له العون متى طلب إليه ذلك.
بعد توقيع المعاهدة عمد ابن الجد لاستقدام رجال من الحفصيين للمساعدة في إدارة شؤون الحكم فيها بعد تذمر أهلها من شروط المعاهدة المهينة، وأخذ هؤلاء القادمون الجدد في اضطهاد معارضي المعاهدة والتنكيل بهم وإخراجهم من دواوين الحكم والولايات والأعمال العامة، فثار أهل إشبيلية ضد ابن الجد وأعوانهم، وانتهت الثورة بقتله، وطرد الوافدين الجدد، وإعلان بطلان المعاهدة، وجددوا الدعوة إلى طاعة أمير إفريقية الحفصي، وانضواء إشبيلية تحت لوائه.
لكن تولَّي الزعماء الجدد أمر إشبيلية بعد الإطاحة بابن الجد، وإعلان بطلان المعاهدة، أغضب الملك فرناندو الثالث، لخروج إشبيلية عن طاعته، واتخذ من ذلك ذريعة للتدخل والانتقام، فقطع عن إشبيلية كل الطرق التي يمكن أن تنجدها وتهب لمساعدتها؛ سواء من جيرانها، أو من دول المغرب الإسلامي. وفي الوقت نفسه استقل ابن الأحمر عن المرينيين وأسس مملكه غرناطة، وقد ساعد الأخير فرناندو الثالث في إسقاط إشبيلية، ومن ناحية أخرى، ساعد ابن الأحمر المسلمين فأخرجهم من المدينة، ونقلهم إلى غرناطة وحمى غرناطة لمدة قرنين ونصف قرن من الاسبان بكلمة واحدة هي العلم والعمل، وبسبب ذلك وضع شعار: «لا غالب إلا الله» على علم مملكه غرناطة.
- إشبيلية